# Ornitholestes
Ornitholestes („ptačí loupežník“) byl rod menšího teropodního dinosaura, žijícího v období pozdní jury na území západu Severní Ameriky.

## Popis
Ornitholestes dosahoval délky kolem 2 metrů a vážil přibližně 13 až 14 kilogramů. Byl lehce stavěným masožravým dinosaurem. Žil v období svrchní jury před 155 až 150 milióny let. Jeho fosilie byly nalezeny v americkém Wyomingu.
Podobně jako jiní primitivní célurosauři, měl relativně malou hlavu vzhledem k tělu, na předních končetinách dlouhé prsty zakončené drápy, krátké zadní končetiny a dlouhý ocas, který zabíral polovinu celkové délky. Dále se pravděpodobně vyznačoval výrazným kostěným rohem nad nozdrami, který však mohl být i špatně interpretovanou zlomenou nosní kostí.

## Paleoekologie
Živil se praptáky, savci, ještěrkami a možná i mláďaty jiných dinosaurů. Pokud lovil ve smečkách, mohl si troufnout i na mírně větší býložravce. Pravděpodobně také nepohrdl mršinami. Gregory S. Paul v roce 1988 odhadl, že dvanáctikilový ornitolestes potřeboval denně asi 700 gramů masa.